# Spermakvalitet
Spermakvalitet sägs ofta vara ett mått på spermiernas förmåga att befrukta kvinnans ägg. Andra variabler för manlig fertilitet är spermiernas antal, livskraft och motilitet, samt problem vid ejakulationen (baklänges ejakulation). För lite sperma vid ejakulation kallas aspermi och blodblandad hematospermi.

## Testning
Det lättaste sättet att uppskatta spermakvaliteten är att studera sperman i mikroskop. Bara en liten del av all sädesvätska behövs.
Det är vanligt att man gör ett sådant test när man vill diagnostisera orsakerna till att par är infertila. Även om en mans spermieantal är lägre än normalt kan han fortfarande bli far till ett barn. Också avsaknad av spermier (azoospermi) kan ofta behandlas.

## Parametrar
De parametrar som bestämmer spermakvalitet är:
- Volym
- Koncentration
- Rörlighet
- Morfologi

Volym och koncentration avgör spermieantalet, medan rörlighet och morfologi, å andra sidan, är viktiga för spermiekvaliteten. 
Alla dessa parametrar varierar mycket, mellan män men även mellan prov från en och samma man.

### Volym
Den genomsnittliga volymen på en utlösning är 3 ml. För att kunna användas inom spermiedonation behöver det vara minst 1 ml.

### Koncentration
Spermiernas koncentration anges som miljoner spermier per ml. Vanligtvis ligger det mellan 20 miljoner och 150 miljoner spermier per ml. Medelkoncentrationen är 65 miljoner per ml. Det anses normalt när den ligger över 20 miljoner per ml.  När det ligger under detta kallas det oligozoospermi. Med termen azoospermi menar man att man inte observerat några spermier alls. Om det ändå kan finnas spermier, beror på hur noggrann undersökningen varit.

### Rörlighet
Motilitet är dels ett mått på hur stor andel av spermierna som rör sig och dels hur snabbt de rörliga spermierna rör sig. Vanligtvis är 70-80% av spermierna rörliga. Bland de rörliga är det viktig information hur stor andel som rör sig snabbt framåt, långsamt framåt respektive rör sig utan att förflytta sig.

### Morfologi
Morfologi är den fysiska formen på spermierna. Om de inte är normalt formade kan detta vara ett varningstecken på dålig funktion. Men många av de spermier med onormal form som man ser i ejakulatet kommer aldrig att komma fram till ägget. När morfologin bedöms enligt de så kallade "strikta" kriterierna kan det vara ganska få spermier som "fyller kraven" på att vara normala. Även om det bara finns någon procent sådana spermier, så är ändå totalantalet sådana spermier ganska högt i hela ejakulatet.

## Nedfrysning
När man fryser ner spermier är det kvaliteten på provet efter upptining som är det viktiga, eftersom många spermier dör i processen.
För att kunna vara användbart för befruktning behöver det vara 5 miljoner motila spermier per ml i provet med en bra motilitetsgrad. Om motilitetsgraden är svag behövs det 10 miljoner motila spermier per ml.
I 10-20% av alla män tål inte spermierna nedfrysning, och dessa går inte att använda vid t.ex. spermiedonation med nedfrysning.

## Faktorer
Det finns många faktorer som inverkar på spermakvaliteten. Om man utsatts för något som nedsätter bildningen i testiklarna, så kan det ta uppemot 3 månader innan spermakvaliteten är normal igen, eftersom det är så lång tid det tar för spermier att bildas.

### Inflammation
Inflammation hör till de vanligaste orsakerna till nedsatt spermakvalitet. Inflammation är kroppens svar på en retning - t.ex. bakterier eller virus som attacker vävnaden - men kan även bero på att kroppens immunsystem felaktigt börjar angripa de egna cellerna (autoimmunitet).
Inflammation i testiklar, bitestiklar eller prostata är de former som har störst påverkan. Vuxna män som får påssjuka kan drabbas av kraftig inflammation i testiklarna, sannolikt en form av akut påverkan från immunsystemet som bekämpar virus i spottkörtlarna. Svullnaden kan bli så kraftig att testiklarnas blodflöde hejdas och mannen kan då bli steril.
Infektioner, vanligen sexuellt överförda bakteriella infektioner, i bitestiklarna kan leda till akuta smärtor med mycket ömmande pung. Om infektionen drabbar båda bitestiklarna på en olycklig nivå finns risk att spermiernas väg ut från testiklarna löder ihop och mannen kan då inte få barn utan att spermier hämtas ut (kirurgiskt) mellan testiklarna och stoppet.
Infektion och inflammation i prostata kan tillfälligt leda till svårigheter att transportera spermierna från bitestiklarna ut i urinröret vid ejakulation. När svullnaden har lagt sig brukar detta problem ge med sig men, i synnerhet långdragna eller upprepade infektioner kan leda till att prostatakörtelns bildning av vätska försämras, vilket ger spermierna sämre förutsättningar för att lyckas befrukta ägget. En ärrad prostatakörtel kan även försvåra transporten av spermier från sädesledarna genom prostata till urinröret. I så fall kan det bli så att alla spermier i första hand kommer i kontakt med sädesblåsornas sekret, som normalt töms ut efter spermier och prostatasekret. Sädesblåsornas sekret har direkt negativ inverkan på spermiernas rörlighet, överlevnad och på skyddet av spermiernas arvsmassa.

### Värme
Testiklarna är värmekänsliga, och tål inte höga temperaturer. Kroppen har mekanismer för att kompensera för detta. För det första finns cremaster-muskeln, som slappnar av när det blir varmt, och låter därmed testikeln hänga längre bort från den varma kroppen. För det andra finns det många svettkörtlar på pungen. För det tredje kyler blodet som passerat pungen ner det nya blod som går ner. Trots dessa skyddsmekanismer är det lämpligt att speciellt undvika mycket heta, dagliga bad eftersom det är klart visat att detta hos vissa män kan leda till kraftig nedsättning av spermiebildningen. Däremot är det inte lika säkert att bastubad och tätt sittande kläder har betydande negativ effekt. 
Feber kan också höja temperaturen tillräckligt för att drabba spermakvaliteten.
På samma sätt kan spermakvaliteten vara som lägst under sommaren, men även andra faktorer som kortare tid mellan utlösningar kan spela roll för att tolka de undersökningar som antyder att medelvärden för spermavolym och spermieantal förefaller vara något lägre under sommarmånaderna.

### Trauma
Ett slag mot pungen påverkar inte de spermier som redan producerats. Dessutom är testiklarna väl skyddade i pungen, till exempel av tunica vaginalis, som gör att testiklarna snarare glider iväg från ett yttre våld än deformeras av det.

### Kemikalier
Det misstänks att många olika kemikalier i omgivningarna påverkar spermakvaliteten. Precis vad det rör sig om för kemikalier är dock okänt.

### Hormoner
En ändring i hormonbalansen påverkar bildningen av spermier. Därför kan t.ex. ett missbruk av anabola steroider minska spermakvaliteten.
Kroppen har också naturliga variationer i hormonkoncentrationer, vilket leder till naturliga fluktuationer i spermakvaliteten.